# Atarim
Atarim – droga pomiędzy Kadesz-Barnea a górą Hor, którą według Księgi Liczb (Lb 20,22; 21,1) wędrowali Izraelici w czasie exodusu.
Określenie drogi w języku hebrajskim nastręcza trudności językoznawcom. Jedni odczytują nazwę jako derech hatarim, inni – jako tarim. W związku z tym w nauce szlak nazywany bywa także „drogą zwiadowców”. Istnieje także pogląd, że Atarim nazywano drogę, którą poruszali się nie tylko Izraelici, lecz ludność w ogóle w okresie starożytności. Wiódł on z En el-Kudeirat, tj. Kadesz Barnea, na północny wschód aż do Aradu. Pogląd ten potwierdzają znaleziska archeologiczne: wzdłuż szlaku odkryto pozostałości osadnictwa z epoki brązu i żelaza.